# Schlingenohren

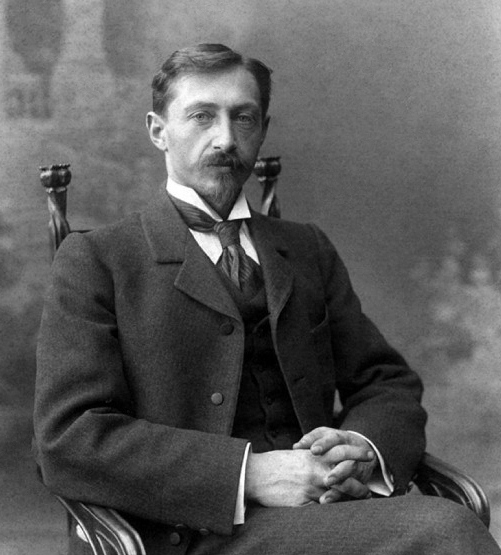
Iwan Bunin im Jahr 1901 auf einem Foto von Maxim Dmitrijew

Schlingenohren (russisch Петлистые уши, Petlistyje uschi) ist eine Kurzgeschichte des russischen Nobelpreisträgers für Literatur Iwan Bunin, die 1916 entstand und 1917 im 7. Band der Anthologie Slowo (Das Wort) in Moskau erschien.
Winter in Sankt Petersburg: Der Frauenmörder Adam Sokolowitsch schlägt zu.

## Inhalt
Der Text ist simpel gebaut. Zuerst kommt die Theorie und dann die Praxis.
Theorie:
Sokolowitsch, ein hochgewachsener, hagerer, schlaksiger Arbeiter mit wuchtigem Unterkiefer, gibt sich in Petersburger Kneipen als ehemaliger Seemann aus. Zumindest ist er in Spelunken zwischen Kronstadt und Montevideo als Stammgast bekannt. Im Gespräch mit zwei Matrosen in Petersburg gibt Sokolowitsch ironisch zum Besten, Bösewichter erkenne man an den Ohren: „Mörder haben Schlingenohren, Ohren, die wie Schlingen aussehen, eben wie die, an denen man sie aufknüpft.“ Das Leiden des Mörders nach der Tat stellt Sokolowitsch als eine Erfindung des „Boulevardromanschreibers Dostojewski“ hin: Schuld gibt es, hingegen Sühne nicht. Als einer der beiden Matrosen von einem Frauenmörder aus seiner Verwandtschaft erzählt, wirft Sokolowitsch einen seiner menschenverachtenden Gedanken zum weiblichen Körper ein: „… das niedere Geschlecht, das uns gebiert und sich mit wahrer Wollust nur groben und starken Begattern hingibt …“
Praxis:
Sokolowitsch verlässt das Petersburger Restaurant Dominique, angelt sich auf der Straße die Prostituierte Goldhähnchen, übernachtet mit ihr in der Vorstadt im überheizten Zimmer einer Absteige und erstickt die Frau mit zwei Kissen. Des Morgens entkommt der Mörder unbehelligt.

## Gesellschaftskritik
Der Text wurde während des Ersten Weltkrieges niedergeschrieben. Zum Thema Schuld wird das seinerzeit aktuelle Völkermorden angesprochen. Die Deutschen werden in der betreffenden Aufzählung als Täter nicht ausgenommen: „… wenn Sie lesen, daß … die Deutschen Brunnen verpestet haben, …“

## Rezeption
- 1983. Kasper schreibt, „Iwan Bunin vermochte nicht, Dostojewskis Idee vom Sieg des Guten über das Böse weiterzuentwickeln. Er ging davon aus, die Geschichte der Menschheit sei eine Kette von Verbrechen, die allesamt ungesühnt bleiben.“[7] Bunin habe demgemäß den Arbeitstitel „Ohne Strafe“ gewählt. Stoffliche Grundlage der Story sei ein Prozess gegen einen Petersburger Mörder im Jahr 1912 gewesen.[8]

## Deutschsprachige Ausgaben
Verwendete Ausgabe
- Schlingenohren. Deutsch von Erich Ahrndt. S. 566–580 in: Iwan Bunin: Der Kelch des Lebens. Erzählungen 1911–1919. Herausgabe und Nachwort: Karlheinz Kasper. 640 Seiten. Aufbau-Verlag, Berlin 1983 (1. Aufl.)